# Aleksandros Jotis
Aleksandros Jotis grec. Αλέξανδρος Γιώτης (ur. 1953, zm. 12 listopada 2011 w Atenach) – grecki dziennikarz, radiowiec i krytyk kulinarny.

## Działalność radiowa
Studiował dziennikarstwo i psychologię na Uniwersytecie Bordeaux. Po ukończeniu studiów pracował jako ateński korespondent rozgłośni Radio France.
W połowie lat 80. na stałe zamieszkał w Atenach, gdzie zajął się promocją niezależnych rozgłośni radiowych. Początkowo współpracował z Radiem Pirackim, a następnie wziął udział w projekcie o nazwie Kanał 15, służącym promocji radia niezależnego, które działa poza monopolem państwowym. 30 marca 1986 r. policja wraz z prokuratorem wkroczyła do mieszkania Jotisa, w momencie kiedy transmitowano jedną z audycji. Osoby obecne w mieszkaniu aresztowano, ale ich proces w styczniu 1988 zakończył się wyrokiem uniewinniającym. Od 1987 pracował w rozgłośni Ateny 9.84, gdzie prowadził program informacyjny.

## Krytyk kulinarny
Od 1983 Jotis rozpoczął współpracę z restauracjami ateńskimi, pisząc do prasy codziennej o tradycjach kulinarnych Grecji. Swoje teksty umieszczał w rubryce Gastronomos dziennika Katimerini. Prowadził także program o tematyce kulinarnej w I programie telewizji państwowej. Był autorem dziewięciu książek kucharskich.
Pod koniec życia z przyczyn zdrowotnych opuścił Ateny i przeniósł się do Janiny. Pochowano go na cmentarzu w Atenach 14 listopada 2011. Jego ostatnim życzeniem było, aby zamiast kwiatów i wieńców żałobnicy uczcili go wielką ucztą. Wieczorem w dniu pogrzebu jego przyjaciele zebrali się na uczcie w restauracji 58chronu (58χρονου).